# Bohdan Chmelnický
Bohdan Zenobius Mychajlovyč Chmelnický (ukrajinsky Богдан Хмельницький Bohdan Chmelnyckyj, polsky Bohdan Zenobi Chmielnicki, rusky Зино́вий Богда́н Миха́йлович Хмельни́цкий Zinovij Bogdan Michajlovič Chmelnickij; asi 1595 – 6. srpna 1657) byl kozácký hetman (hejtman, vojenský velitel), zakladatel prvního státu kozáků – kozáckého hetmanátu.

## Život
Bohdan Chmelnický byl příslušníkem polsko-ukrajinské šlechty. V mládí vystudoval jezuitské gymnázium, ale nekonvertoval k římskokatolické církvi. Po skončení studií v roce 1617 nastoupil vojenskou dráhu ve službách polského krále Vladislava IV. Sloužil jako hraničář v Moldávii a v ukrajinských stepích, vyznamenal se v bojích s Tatary. Účastnil se i poselstev ke krymskému chánu a osmanskému sultánovi. Mezi lety 1620 a 1622 byl vězněn v Istanbulu jako zajatec. Po návratu na Ukrajinu sloužil jako podkoní u hejtmana Mykolaje Potockého. Před rokem 1630 se oženil s Hannou Somkivnou, s níž měl dva syny, Jurije a Timofeje, a tři dcery. Podle některých zpráv roku 1645 navštívil Francii. Zlom nastal roku 1646, kdy zemřel velký zastánce kozáků, korunní hejtman Stanisław Koniecpolski, a jeho syn Aleksandr začal spolu s dalšími polskými šlechtici na Ukrajině porušovat výsady Záporožských kozáků.
Chmelnický se dostal do majetkového sporu s čyhyrynským starostou Danielem Czapliňským, chráněncem Koniecpolského. Czapliňski se pokusil zabrat Chmelnického panství Subotiv, došlo ke sporu, Chmelnický si stěžoval u krále Vladislava a získal od něj písemné potvrzení vlastnictví Subotiva i kozáckých výsad. Czapliňski však Chmelnického zajal a plánoval jeho zavraždění, avšak Chmelnickému se podařilo uprchnout na Záporožskou Síč. Tam byl krátce nato, počátkem roku 1648, zvolen nejvyšším hejtmanem. V této funkci se stal vůdcem kozáckého odporu vůči polsko-litevské nadvládě na Ukrajině, začal razit vlastní mince a prosazoval proti-polskou diplomacii.
Když byla proti kozákům vyslána polská korunní vojska, Chmelnický je s pomocí tatarského prince Tuhaj Beje opakovaně porazil v bitvách u Žlutých vod a u Korsuně. Mezitím zemřel polský král Vladislav IV. a politická situace v Polsku se stala nepřehlednou. Vláda se snažila situaci řešit mírově pod vedením pravoslavného magnáta Adama Kisiela, avšak bez úspěchu. Postup kozáckého vojska byl provázen masakry Poláků a zejména Židů, které Chmelnický nenáviděl a pokládal za zrádce. Zajatci byli upalováni nebo naráženi na kůly. Během bezprecedentních pogromů přišly o život desetitisíce osob.

Bohdanův prapor Záporožské Siče

Masakry zajatců prováděli Chmelnického podřízení, jedním z nejkrutějších byl plukovník Maxim Kryvonos. Mezi oběťmi masakrů byli i významní polští šlechtici, např. Marek Sobieski, bratr pozdějšího krále Jana III. Sobieského.
Když se do čela polských vojsk postavil kníže Jeremiáš Wisniowiecki, postup kozáků byl zastaven roku 1649 v bitvách u Zbaraže a u Zborova. Wiśniowiecki proti kozákům postupoval systematicky a tvrdě potíral jakékoli známky odporu mezi vesničany. Nakonec kozáky rozdrtil roku 1651 v bitvě u Berestečka a následně u Bílé Cerekve. Při potlačování povstání se rovněž polské vojsko dopouštělo násilí a zajatí kozáci bývali často mučeni a bez soudu popravováni. Chmelnický byl vytlačen z Ukrajiny a nucen hledat ochranu nejprve na Krymu u chána Islama Gireje a posléze u ruského cara Alexeje Michajloviče. Roku 1654 inicioval uzavření Perejaslavské smlouvy, jíž byla Ukrajina rozdělena mezi moskevský stát a Polsko-litevskou unii, přičemž kozáci ztratili samostatnost. Hranicí se stala přibližně řeka Dněpr, která tak rozdělila Ukrajinu na tzv. „Levobřežní“ a „Pravobřežní“. Chmelnický nebyl s tímto výsledkem spokojený a pokusil se roku 1655 využít švédské expanze do Polska k novému tažení. Hodlal se spojit s transylvánským knížetem Jiřím Rákocsim, ale roku 1657 zemřel na mozkovou mrtvici, která ho údajně zasáhla, když se doslechl o vzpouře Ždanovyčových kozáků. Byl pohřben v Subotivě, ale po dobytí města polskými vojsky roku 1664 byl jeho hrob zničen.

## Název města Chmelnic
V letech 1943–2019 byl městu Perejaslav na počest Chmelnického a připojení většiny Ukrajiny k Rusku přidán přídomek Chmelnyckyj, roku 1954 pak bylo oblastní město Proskuriv přejmenováno na Chmelnyckyj.

## Historický význam
Chmelnického roli v osudech celé východní Evropy nelze žádným způsobem přecenit. Právě na tomto
území způsobil značnou změnu v rovnováze sil a určil další dějinné směřování celé Ukrajiny. Chmelnický byl už svými současníky vnímán velmi odlišně, což je postoj, který mezi historiky přetrvává i dodnes. Chmelnický tak patří mezi nejkontroverznější osobnosti Evropy v raném novověku.

### Ukrajinský pohled
Z ukrajinského pohledu Chmelnický představuje národního hrdinu, někteří jej vnímají dokonce jako otce ukrajinské vlasti. Město a oblast Ukrajiny mají jméno po Chmelnickém, jeho obličej je vytištěn na ukrajinské bankovce s hodnotou 5 ukrajinských hřiven a jemu zasvěcený monument představuje jeden z hlavních bodů ukrajinského hlavního města Kyjev. Na Ukrajině se také udílí tzv. Řád Bohdana Chmelnického, který patří mezi nejvyšší ukrajinská státní vyznamenání.

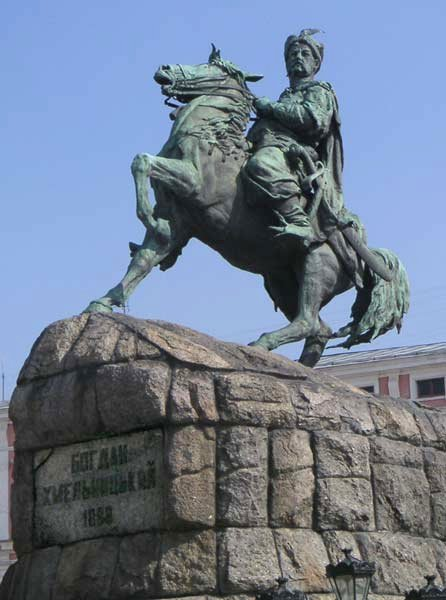
Chmelnického pomník v Kyjevě

I přes toto veskrze pozitivní vnímání Chmelnického odkazu se na Ukrajině najdou jeho odpůrci a kritici. Nejčastěji kritizovaným krokem Chmelnického bylo jeho uzavření spojenectví s Ruskem, které bylo některými Ukrajinci vnímáno jako pohroma pro budoucnost země. Tento pohled na věc byl především zastupován prominentním ukrajinským básníkem Tarasem Ševčenkem, který patřil mezi nejhlasitější kritiky Chmelnického osoby.
Chmelnického reputace byla na ukrajinském území dále poškozena jeho spojenectvím s krymskými Tatary, které Tatarům umožnilo zotročit značný počet ukrajinských venkovanů.
I přes tato fakta je Chmelnický na Ukrajině častěji vnímán pozitivně než negativně a i jeho kritici uznávají, že uzavření spojenectví s Ruskem bylo nutností a logickým pokusem o přežití v těžkých časech.

### Polský pohled
Naproti tomu je Poláky Chmelnický vnímán spíše negativně. Jeho rebelie z roku 1648 představovala konec zlatého věku Rzeczypospolité a začátek jejího úpadku. I když rebelii tento útvar přežil, stejně jako období potopy (na polském území se jednalo převážně o vpády švédského krále), za sto let už neexistoval a jeho zbytky byly rozděleny mezi Rusko, Prusko a Rakousko během Dělení Polska. Našli se mnozí, kteří Chmelnického přímo vinili za úpadek Rzeczypospolité, ale v opozici proti tomuto názoru stál názor mnohem komplexnější, totiž že chyby Rzeczypospolité vedly k povstání, které Chmelnický vedl. Někteří polští historici (např. Ludwik Kubala) Chmelnického srovnávají s osobou Olivera Cromwella. Kozáckou vzpouru z pohledu Poláků ztvárnil Henryk Sienkiewicz v díle Ohněm a mečem (část trilogie), kde líčí Chmelnického ve vyloženě temných barvách.

### Ruský pohled
Rusové při hodnocení Chmelnického historické stopy zase podtrhují to, že Chmelnický se spojil s moskevským carem Alexejem Michajlovičem za účelem znovu sjednotit Ukrajinu a Rusko. Tento pohled se shodoval s ruskou teorií, která tvrdila, že Moskvě dědičně náleží celá oblast Kyjevské Rusi.
V tomto světle byl Chmelnický vnímán jako ruský národní hrdina. Jeho role byla příkladem pro všechny Ukrajince, kteří měli mířit k silnějším vazbám na Rusko. Tento pohled byl vyjádřen monumentem, který byl objednán ruským nacionalistou Michajlem Juzefovičem a zbudován v centru Kyjeva v roce 1888.
Pozdější sovětské dějepisectví se tohoto pohledu drží a současně do příběhu přidává element třídního boje. Chmelnický je tudíž chválen nejen za spojení Ukrajiny a Ruska, ale také za vedení třídního boje utlačovaných ukrajinských venkovanů proti polským vykořisťovatelům.

### Židovský pohled
Náhled Židů na Chmelnického historickou roli je velice negativní, jelikož jedním z jeho hlavních cílů bylo vymýtit veškeré židovské obyvatelstvo na území Ukrajiny. Mezi lety 1648–1656 padl Chmelnického rebelům za oběť ohromný počet Židů. Příběhy o obětech masakru, které byly pohřbeny zaživa, obaleny slámou a zapáleny, rozsekány na kusy anebo donuceny se zabíjet navzájem, se rozšířily napříč celou Evropou a ještě dál. O této době píše slavný kanadský historik Orest Subtelny toto:
| „ | Mezi lety 1648 a 1656 byly zabity desítky tisíců Židů (kvůli nedostatku spolehlivých dat je nemožné určit počet přesněji) Chmelnického rebely a až podnes je Chmelnického vzpoura Židy považována za jednu z nejtragičtějších událostí v jejich historii. | “ |

## Ohlas v umění
Bohdan Chmelnický je titulním hrdinou opery Bohdan Chmelnický ukrajinského skladatele K. F. Daňkevyče z roku 1951.